# Escorça suprarenal

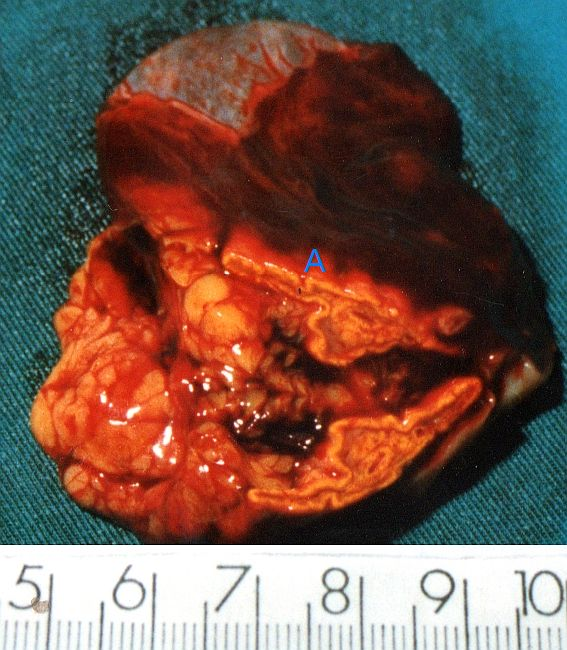
Hemorràgia perisuprarenal (A: escorça de la glàndula).

L'escorça suprarenal forma part de la glàndula suprarenal i en constitueix el 80%. La seva integritat funcional és indispensable per a la vida.
Se situa entorn de la circumferència de la glàndula suprarenal.
La part interior de la glàndula suprarenal s'anomena medul·la suprarenal. Segrega diferents tipus d'hormona i està enervada pel sistema nerviós simpàtic.
Té la funció de regular diversos components del metabolisme amb la producció de mineralocorticoides i glucocorticoides que inclouen l'aldosterona i el cortisol. L'escorça suprarenal també és un lloc secundari de síntesi d'andrògens altrament dites hormones masculines.
L'escorça suprarenal es pot dividir en tres capes diferenciades de teixit segons els tipus cel·lulars i funcions que realitzen.
- Zona glomerular: Producció de mineral-corticoides, sobretot, aldosterona.
- Zona fascicular: Producció de glucocorticoides, principalment cortisol, vora del 95%.
- Zona reticular: Producció d'andrògens, principalment androstenediona.